# Ještědský potok
Ještědský potok är ett vattendrag i Tjeckien. Det ligger i den norra delen av landet, 70 km norr om huvudstaden Prag.